# Prethura hutchingsae
Prethura hutchingsae is een pissebed uit de familie Santiidae. De wetenschappelijke naam van de soort is voor het eerst geldig gepubliceerd in 1982 door Brian Frederick Kensley.